# Zawiya

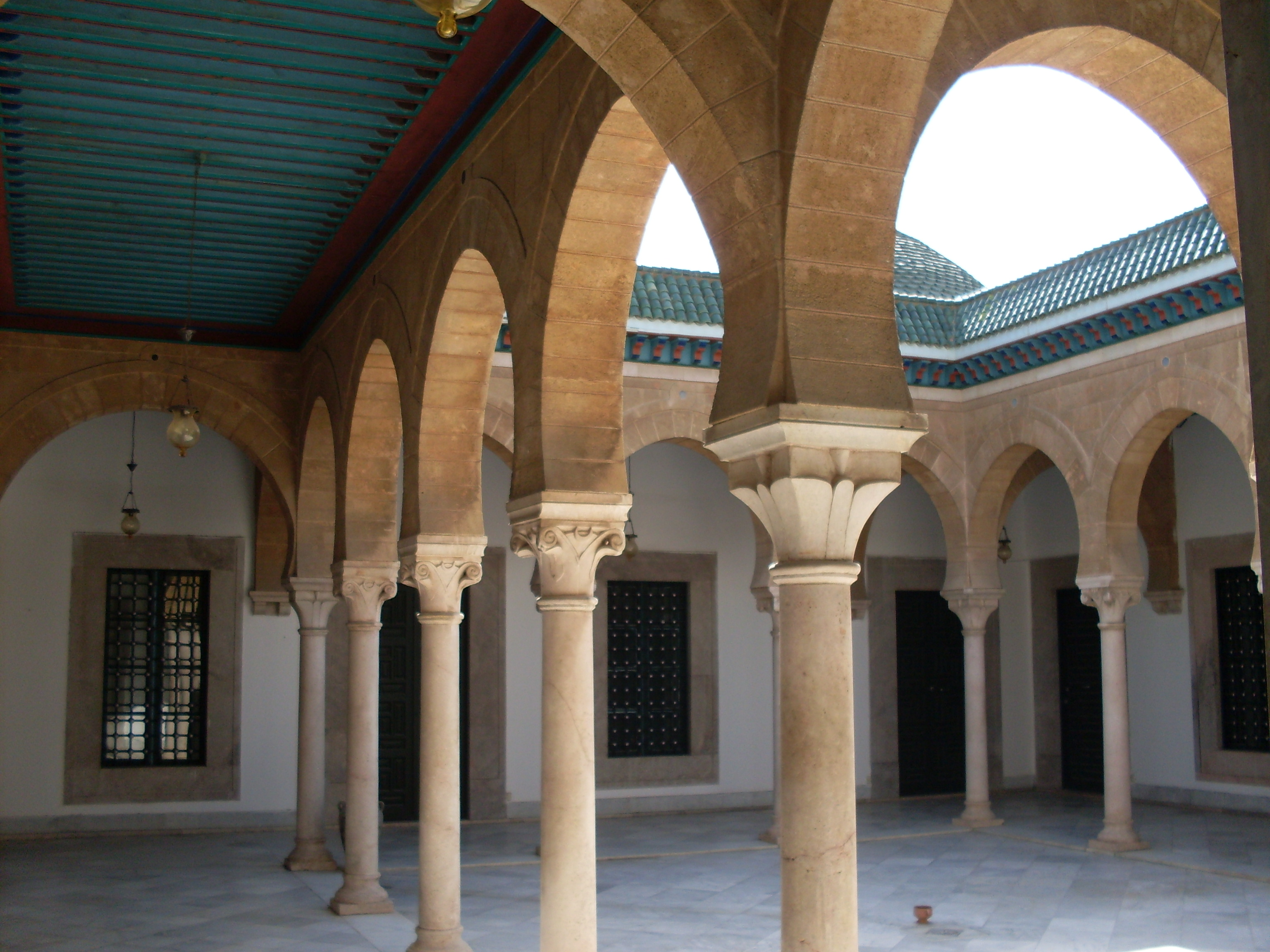
Zawiya Sidi al-Bahi i Tunis.

Zawiya (fransk ortografi zaouïa) är ett begrepp i Maghreb och Västafrika för en islamisk religiös läroinrättning som ungefär motsvarar madrassa i östligare delar av den islamiska världen. Bredvid byggnaden finns ofta en bassäng och ibland en fontän.